# Xã Norwalk, Quận Pottawattamie, Iowa
Xã Norwalk (tiếng Anh: Norwalk Township) là một xã thuộc quận Pottawattamie, tiểu bang Iowa, Hoa Kỳ. Năm 2010, dân số của xã này là 1.525 người.